# Palazzo della Ragione (Mirandola)

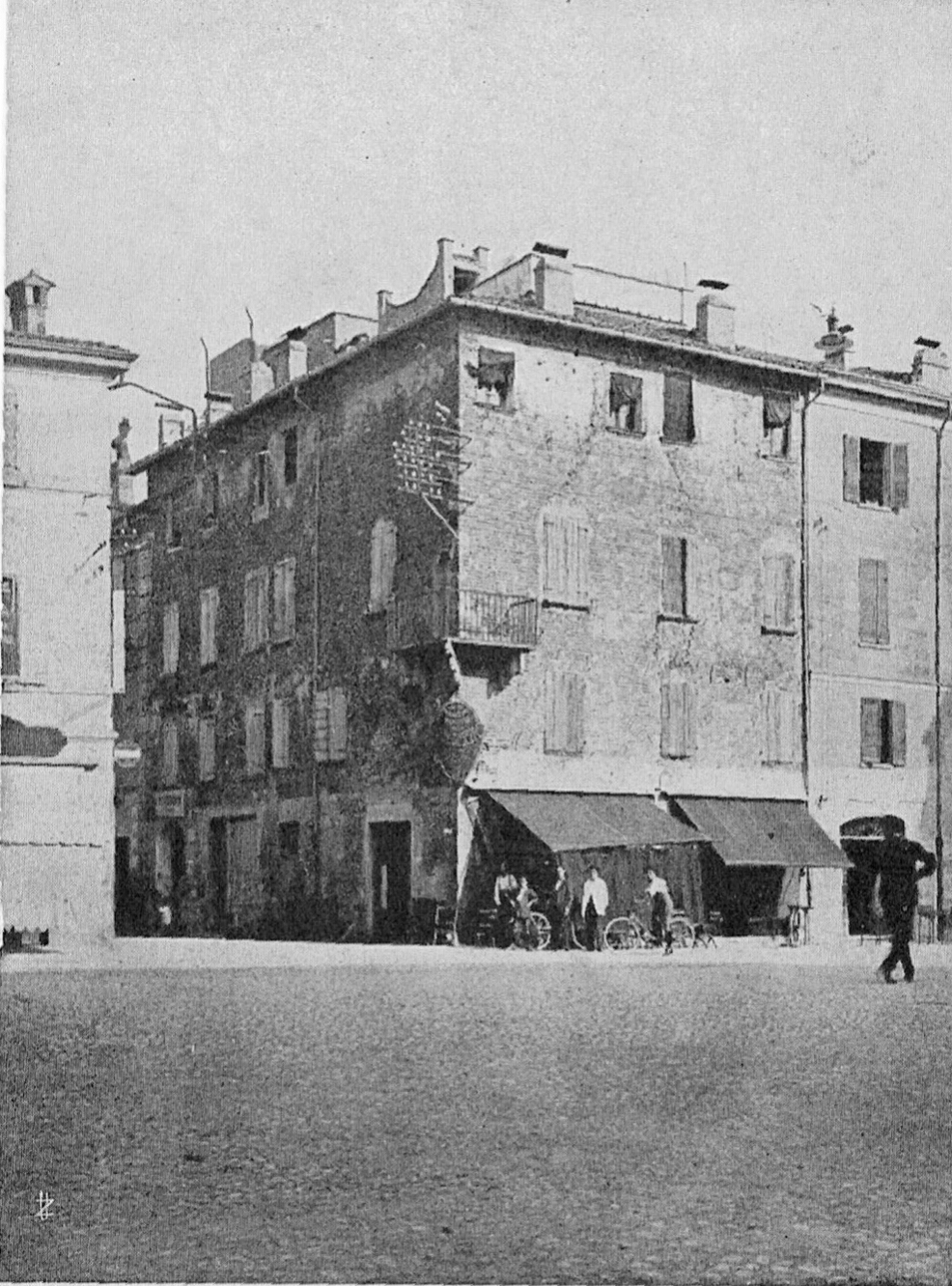
Palazzo Ragione in Mirandola im Jahre 1910

Der Palazzo della Ragione ist ein Renaissancepalast aus dem 14. Jahrhundert im historischen Zentrum von Mirandola in der italienischen Region Emilia-Romagna. Er liegt in der Südostecke der Piazza della Costituente, an der Einmündung der Via del Volturno, neben dem Palazzo Comunale und gegenüber dem Palazzo Bergomi.

## Geschichte
Der Palast aus dem 14. Jahrhundert war Sitz des Podestà, der für die Justizverwaltung des Herzogtums Mirandola zuständig
Nach dem Erdbeben in Norditalien 2012 war der Palast schwer beschädigt; der Schaden wurde auf € 1.455.805 geschätzt.

## Beschreibung

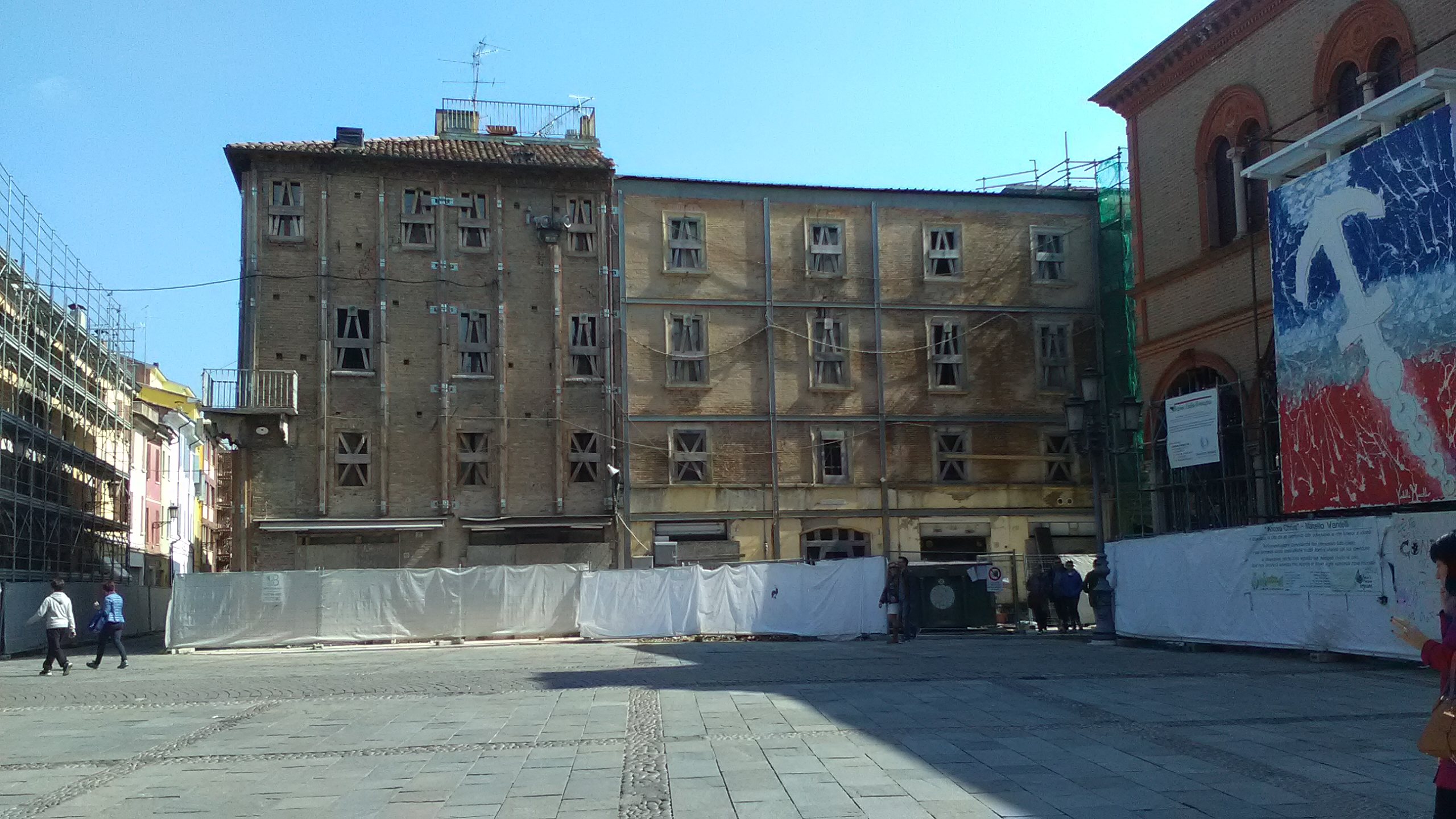
Der vom Erdbeben beschädigte Palazzo della Ragione

Der Palast hat drei verschlossene Spitzbögen in spätgotischem Stil (davon zwei zur Piazza della Costituente), die die frühere Existenz eines alten Laubengangs bezeugen.
Im „falschen“ ersten Obergeschoss gibt es einige offene Fenster aus dem 18. Jahrhundert, die unregelmäßig angeordnet sind.
Die oberen Stockwerke sind durch Fensterbretter in weißem Marmor gekennzeichnet, mit fein gedrehtem Dekor und einem edlen Schild in der Mitte.
An der Ecke des Palastes gibt es im zweiten Obergeschoss einen kleinen Balkon, getragen von aus Marmor gemeißelten Konsolen.